# Румянцев Георгій Кузьмич
Георгій (Юрій) Кузьмич Румянцев (1893, місто Волоколамськ, тепер Московської області, Російська Федерація — 22 липня 1933, місто Москва, тепер Російська Федерація) — радянський діяч, міністр соціального забезпечення Далеко-Східної Республіки, відповідальний секретар Псковського та Златоустівського окружних комітетів ВКП(б), відповідальний секретар Мінського окружного комітету КП(б) Білорусії. Кандидат у члени Бюро ЦК КП(б) Білорусії з 12 грудня 1925 до 10 жовтня 1926 року. Член ЦВК СРСР 6-го скликання, кандидат у члени ЦВК СРСР 3-го скликання. Член Центральної контрольної комісії ВКП(б) у 1930—1933 роках.

## Життєпис
Народився в родині робітників-текстильників. З дев'ятирічного віку працював підручним робітником на московських швейних фабриках, 13 років пропрацював кравцем.
З 1911 році брав активну участь у профспілковому русі робітників-кравців у Москві та Нижньому Новгороді. У 1914 році переїхав до Сибіру, з 1915 року — один із керівників профспілки робітників-швейників міста Іркутська.
Член РСДРП(б) з 1916 року.
Після Лютневої революції 1917 року — член бюро Іркутської ради професійних спілок, член виконавчого комітету Іркутської ради робітничих та солдатських депутатів, член бюро районного комітету РСДРП(б).
На початку 1918 року переїхав до Владивостока (Далекий Схід). У 1918 році — член Владивостоцької ради.
Учасник громадянської війни в Росії, воював на Гродеківському фронті Далекого Сходу проти військ отамана Калмикова, працював у тилу білогвардійських військ Сибіру, займався постачанням зброєю радянських партизанських загонів. У червні 1918 року заарештований, перебував у в'язниці, звідки втік у січні 1920 року. Брав участь у підготовці та проведенні більшовицького повстання, керував частиною Владивостоцького гарнізону. Потім був головою селянської фракції Установчих зборів Далеко-Східної Республіки.
11 листопада 1920 — 24 липня 1921 року — міністр соціального забезпечення Далеко-Східної Республіки.
У 1921—1924 роках — навчання в Комуністичному університеті імені Свердлова в Москві.
У 1924—1925 роках — завідувач відділу, відповідальний секретар Александровського повітового комітету РКП(б) Московської губернії; завідувач відділу Владимирського губернського комітету РКП(б).
У 1925 — серпні 1926 року — відповідальний секретар Мінського окружного комітету КП(б) Білорусії
У вересні 1926 — 1927 року — завідувач організаційного відділу Псковського губернського комітету ВКП(б).
У 1927—1929 роках — відповідальний секретар Псковського окружного комітету ВКП(б).
У 1929—1930 роках — відповідальний секретар Златоустівського окружного комітету ВКП(б); голова Магнітогорської міської ради Уральської області.
29 липня 1930 — 1931 року — відповідальний секретар Магнітогорського районного комітету ВКП(б) Уральської області.
У березні 1931 — січні 1932 року — відповідальний секретар Челябінського міського комітету ВКП(б).
У 1932 — 22 липня 1933 року — відповідальний інструктор ЦК ВКП(б) у Москві.
Помер у ніч на 22 липня 1933 року після важкої тривалої хвороби в Москві. Тіло кремоване 23 липня 1933 року.